# Golpe de Estado em Alto Volta em 1982
O golpe de Estado em Alto Volta em 1982 ocorreu na República do Alto Volta (atual Burkina Faso) em 7 de novembro de 1982. O golpe de Estado - liderado pelo pouco conhecido coronel Gabriel Yoryan Somé e um grupo de oficiais subalternos das forças armadas, muitos deles politicamente radicais - derrubou o regime do coronel Saye Zerbo, que, por sua vez, havia tomado o poder, também mediante um  golpe, em 25 de novembro de 1980, isto é, pouco menos de dois anos antes.

## História

### Antecedentes
O Alto Volta, ex-colônia da França, havia passado por vários golpes de Estado desde a sua independência, em 1960. A ditadura de partido único do presidente Maurice Yaméogo fora encerrada, sob  forte pressão das poderosas organizações sindicais, com um golpe, em 1966. O sucessor de Yaméogo, o presidente militar Sangoulé Lamizana, também havia sido destituído mediante um golpe, em 1980, depois de um longo período de agitação dos trabalhadores, escassez de alimentos e graves problemas econômicos.
Lamizana foi sucedido pelo coronel Saye Zerbo, que restabeleceu o regime militar encerrado por Lamizana com as eleições presidenciais e parlamentares de 1978. Inicialmente favorecido pelos sindicatos e por grande parte da oposição política, Zerbo logo fez seus inimigos. O estabelecimento de uma junta com muitos membros radicais, o Comitê Militar de Recuperação para o Progresso Nacional (do qual faziam parte os futuros presidentes Thomas Sankara e Blaise Compaoré e o futuro ministro da Economia, Henri Zongo ) tornou a liderança de Zerbo cada vez mais ditatorial. Ele baniu novamente todos os partidos políticos e, uma vez mais, tornou as greves ilegais. Os sindicatos reagiram mal. As disputas internas entre facções logo cresceram dentro da junta, e, em 12 abril de 1982, Thomas Sankara (secretário de Estado da Informação), Blaise Compaoré e Henri Zongo renunciaram ao Comitê Militar de Recuperação para o Progresso Nacional. Posteriormente, os três foram presos.  Ao longo do mês de abril, ataques ao governo recrudesceram e protestos anti-Zerbo tornaram-se cada vez mais frequentes. Em maio, os sindicatos passaram a exigir o retorno ao governo constitucional; em setembro, vários líderes sindicais e membros proeminentes da oposição foram presos. 

### Golpe de Estado
Em 7 de novembro de 1982, as facções progressistas e radicais dentro do regime militar estavam fartas de Saye Zerbo. Entre elas estava o "Grupo de Oficiais Comunistas", um movimento clandestino formado por Sankara, Compaoré, Zongo e Jean-Baptiste Boukary Lingani. Na capital Ouagadougou, o Chefe do Estado Maior, coronel Gabriel Yoryan Somé e outros oficiais que se autodenominavam Conselho de Salvação Popular movimentaram-se para depor e prender Zerbo. 
Dois dias depois do golpe, um pouco conhecido médico do exército,  Dr. Jean-Baptiste Ouédraogo, foi nomeado chefe de Estado pela nova junta. O coronel Somé permaneceu como chefe de gabinete. O Conselho de Salvação Popular fez várias mudanças ao longo das  semanas seguintes, afastando militares de alto escalão da era Lamizana e legalizando os principais sindicatos. 

### Consequências
A liderança do presidente Ouédraogo não se manteve por muito tempo. Ele sobreviveria a uma tentativa de golpe em 28 de fevereiro de 1983 mas, depois de prender o seu recém-nomeado primeiro-ministro Thomas Sankara e vários outros militares marxista-leninistas, tornou-se alvo de uma onda de protestos, seguida por um levante militar liderado por Blaise Compaoré. Em 4 de agosto de 1983, Ouédraogo foi finalmente deposto, em golpe organizado por Compaoré, que libertou Sankara e marcou o início da Revolução Burquinabê de 1983. Sankara tornou-se o novo chefe de Estado (formalmente, Presidente do Conselho National Revolucionário do Burkina Faso) e, durante os quatro anos em que esteve no poder (1983-1987), empreendeu uma política de emancipação nacional, que incluiu a mudança do nome do país - de Alto Volta, denominação ligada ao passado colonial, para Burkina Faso, de origem mossi. 
Em  15 de outubro de 1987, Sankara foi assassinado, juntamente com outras doze pessoas, pouco antes de uma reunião do Conselho de Entente do Burkina Faso, em Ouagadougou, quando um grupo armado invadiu o local do evento, em manobra organizada por seu antigo companheiro, Blaise Compaoré.  Ao dar explicações sobre o atentado, Compaoré declarou que Sankara comprometera as relações do país com a antiga potência colonial, a França, e com a vizinha Costa do Marfim, além de conspirarter conspirado para assassinar seus opositores.
Ao assumir o governo, Blaise Campaoré reverteu imediatamente as nacionalizações, bem como quase todas as reformas realizadas por Sankara, estabeleceu estreitas relações com a França e promoveu o retorno do país ao Fundo Monetário Internacional e ao Banco Mundial.  Depois de 27 anos no poder, renunciou em 2014, em meio a uma revolta popular, e exilou-se na Costa do Marfim. 
Em 2016, o governo do Burkina Faso pediu oficialmente ao governo francês que liberasse documentos confidenciais sobre o assassinato de Sankara, depois que sua viúva acusou a França de ser a principal responsável pelo atentado.